# Final Fantasy Tactics
Final Fantasy Tactics (ファイナルファンタジータクティクス?, Fainaru Fantajī Takutikusu) è un videogioco di ruolo strategico creato da Square per Sony PlayStation, distribuito in Giappone da Square il 20 giugno 1997 e nel Nordamerica da Sony Computer Entertainment il 28 gennaio 1998.
Ha elementi tematici tipici di Final Fantasy, ma con un motore di gioco e un gameplay diverso dai suoi predecessori. Final Fantasy Tactics è la risposta di Square al successo delle serie Ogre Battle/Tactics Ogre della Quest Corporation (poi confluita in Square) e ha elementi in comune con quest'ultima. In parte questo è dovuto alla presenza di membri dello staff Quest nella creazione del gioco, incluso il game director Yasumi Matsuno, il disegnatore Akihiko Yoshida, il direttore artistico Hiroshi Minagawa e il compositore Hitoshi Sakimoto, tutti hanno lasciato la Quest per lavorare in Square.
Una versione rimasterizzata intitolata Final Fantasy Tactics: The Ivalice Chronicles è uscita nel 2025.

## Trama
Il protagonista di Final Fantasy Tactics è Ramza Beoulve, inizialmente un membro dell'Hokuten (Northern Sky Knights). Diserta dopo che la sorella di Delita Hyral, il suo migliore amico, viene uccisa. Durante una missione per proteggere la Principessa Ovelia, Ramza scopre che la Chiesa di Murond Glabados non è quello che sembra, e che 12 Pietre Zodiacali, che secondo la leggenda sono sacre, in realtà permettono ai demoni Lucavi di invadere Ivalice. I demoni hanno in mente di far risorgere il loro capo, Altima. Ramza decide di fermarli: considerato un eretico dalla Chiesa Glabados, braccato da personaggi del suo passato, disertore dell'Hokuten e della sua famiglia, Ramza ha un lungo cammino da percorrere. Intanto scoppia una guerra fra Hokuten e Nanten (Southern Sky Knights), che aiuta i demoni Lucavi nel loro proposito.

## Modalità di gioco
In contrasto con l'era dei 32 bit e rispetto agli altri Final Fantasy, Final Fantasy Tactics usa una grafica 3D, isometrica, con terreno di gioco ruotabile.
Nel gioco ogni personaggio ha un "job" o mestiere che ne determina le abilità in battaglia.
Il gioco non è stato pubblicato ufficialmente in italiano, ma è stato tradotto amatorialmente.
Il Charge/Cast Time è un sistema introdotto a causa dei limiti della prima PlayStation, che doveva caricare gli effetti grafici.

## Personaggi
- Ramza Beouvle
- Principessa Ovelia Atkasha
- Agrias Oaks
- Delita Hyral
- Alma Beoulve
- Algus Sadalfas
- Zalbag Beoulve
- Dycedarg Beoulve
- Principe Bestrada Larg
- Principe Druksmald Goltana